# Henry Plummer
Henry Plummer (1832 - 1864) sirvió como sheriff de lo que se convirtió en Bannack (Montana), del 24 de mayo de 1863 al 10 de enero de 1864, cuando fue colgado sin juicio jurídico por los polémicos Vigilantes de Montana. [Notas del esclarecimiento histórico: el territorio de Idaho original, declarado el 4 de julio de 1863 en Lewiston (Idaho) incluía todo lo que hoy es Montana. El territorio de Montana fue creado en 1865. Por lo tanto en el momento de su muerte, Plummer era sheriff en Bannock, Territorio de Idaho. Por decisión 2:1 de la Corte Suprema Territorial de Idaho, Boise se convirtió en capital en 1866]. Algunos creen que él fue el jefe de una pandilla que era responsable de cerca de un centenar de muertos; fue ahorcado junto a otros veintitrés por sus presuntos crímenes.

## Vida
Hay un acuerdo general sobre sólo sus primeros años. También hay acuerdo general en que era apuesto , bien hablado e inteligente, pero algunos ven estos atributos como de tapadera, escondiendo una naturaleza astuta, deshonesta, cruel y violenta. Otros lo ven como una víctima de la difamación chismosa envidiosa y maliciosa para beneficio personal y político.

### Primeros años
Nacido como William Henry Handy Plumer, el último de seis hijos en Addison (Maine) de una familia que se había asentado en Maine en 1764, cuando todavía era parte de la colonia de la bahía de Massachusetts. (Se cambió la ortografía de su apellido después de mudarse al Oeste.  Su padre murió cuando Henry era adolescente. En 1852, a los 19 años, se dirigió al oeste a los campos de oro de California.  Su empresa minera iba bien: dentro de dos años poseía una mina, un rancho y una panadería en Nevada City. En 1856, fue elegido sheriff y administrador municipal y se propuso que debería postularse para representante estatal como demócrata. Sin embargo, el partido se dividió, y sin su apoyo, perdió.

### Convirtiéndose en un forajido
El 26 de septiembre de 1857, Plummer disparó y mató a John Vedder, el esposo de la mujer con la que Plummer mantenía un romance. En el juicio resultante, Plummer fue condenado a diez años en San Quentin.  Sin embargo, en agosto de 1859, sus muchos seguidores escribieron al gobernador solicitando un perdón basados en su buen carácter y desempeño cívico; el gobernador posteriormente concedió el perdón, pero se basó en su salud—Plummer sufría de tuberculosis. Luego, en 1861, Plummer trató de llevar a cabo la detención de un ciudadano, William Riley, quien había escapado de San Quentin; en el intento, Riley fue asesinado. Plummer se entregó a la policía, quien aceptó que el asesinato fue justificado, pero, temiendo que sus antecedentes penales impidieran un juicio justo, recomendó que se fuera del estado.

### La vida de un criminal
Plummer se dirigió al Territorio de Washington donde se había descubierto oro. Sin embargo, una vez más se vio envuelto en una disputa que terminó en un tiroteo ganado por Plummer. Este evento le dejó sintiendo que su único recurso era regresar a Maine. Mientras que su habilidad con las armas le mantenía con vida en las ciudades violentas de la fiebre del oro, también estaba haciendo que sea difícil para él lograr cualquier cosa.
A mitad de camino, en espera de un barco para llegar a Fort Benton en el Río Missouri, Plummer fue abordado por James Vail que estaba buscando voluntarios para ayudar a proteger a su familia de los ataques indios previstos en la estación de la misión que él estaba tratando de encontrar en Sun River (Montana). Sin disponer de un pasaje a casa, Plummer aceptó, junto con Jack Cleveland, un vendedor de caballos que había conocido a Plummer en California. Mientras estaba en la misión, tanto Plummer como Cleveland se enamoraron de la atractiva cuñada de Vail, Electa Bryan; Plummer le pidió que se casara con él y ella aceptó. Como el oro había sido recientemente descubierto cerca de Bannack, Montana, Plummer decidió ir allí para tratar de ganar dinero suficiente para mantener a los dos. Cleveland lo siguió.

### Muerte
En enero de 1863, Cleveland, atendiendo sus celos, obligó a Plummer a una pelea y fue asesinado. Por suerte para Plummer, esto ocurrió en un salón lleno de gente, y no había ninguna duda de que fue en defensa propia. De hecho, Plummer fue visto muy favorable por la mayoría de los residentes de la ciudad y, en mayo, fue elegido sheriff de Bannack. Sin embargo, el invierno siguiente el escenario fue robado dos veces, se hizo un intento de robar una caravana de mercancías, y un hombre fue asesinado. A fines de diciembre, mientras que Plummer estaba fuera de la ciudad proporcionando escolta a un cargamento de oro, un grupo de hombres que se autodenominaban el Comité de Vigilancia formado en las cercanías de Virginia City para tomar el asunto en sus propias manos. Durante el próximo desastre, 24 hombres fueron ahorcados, incluyendo el 10 de enero de 1864, a Henry Plummer. El último hombre ahorcado por los vigilantes pudo haber hecho más que expresar una opinión que varios de los ahorcados previamente habían sido inocentes.
Los Vigilantes de Montana se convirtieron en un grupo admirado en la historia de Montana. A partir de finales del siglo XX, este punto de vista ha sido ampliamente cuestionado. Los libros han aparecido representando a Plummer como una víctima inocente. En años recientes, muchos investigadores históricos han llegado a cuestionar la historia "tradicional" relacionada con Henry Plummer, algunas de las cuales podrían haber sido escritas por masones. Algunos de los investigadores piensan que los masones tuvieron un papel fundamental en la horca de Henry Plummer y su pandilla. Sin embargo, esto es especulativo, ya que Plummer dejó Bannack como parte de un grupo y sin previo aviso. Los vigilantes tenían que (1) estar organizados y listos cuando Plummer se fue y se puso delante de ellos, (2) estar en un número suficientemente grande para haber detenido a Plummer y sus asociados, (3) posiblemente se celebró un "juicio", aunque podría haber sido un tribunal popular, (4) llevado a cabo los ahorcamientos, (5) regresado a la ciudad sin crear sospechas y (6) guardado los secretos de las acciones y los detalles. El grupo que más se destaca al cumplir los seis criterios anteriores en la organización, secretismo y condición de ciudadanos honrados eran los masones; de ahí las especulaciones de su participación. 
Los escritores de ficción histórica, también han examinado el volumen. El más reciente es la novela histórica de James Gaitis, entitulada "A Stout Cord and a Good Drop" (Globe Pequot Press 2006). Por el contrario, Frederick Allen, en su muy elogiado libro de 2004, "A Decent, Orderly Lynching: The  Montana Vigilantes," va un poco en contra de esta tendencia. Él cree que hay considerable evidencia de la culpabilidad de Plummer, y sugiere que la primera fase de los linchamientos fue una respuesta ampliamente apoyada a una ruptura real de la ley y el orden, y una respuesta bastante medida para su época. (Esta fue la época de la Guerra Civil y las campañas vigorosas contra indios.) Allen cree, sin embargo, que el movimiento más tarde se degeneró en una campaña de terror que todavía persigue al estado. Si es así, eso sería un fuerte argumento en contra de la masonería.
Por lo que puede valer, en mayo de 1993 un juicio póstumo sobre Plummer resultó en un juicio nulo debido a un veredicto dividido.
Desde este proceso, más evidencia ha salido a la luz para probar como posible la inocencia de Henry Plummer. Se estaba muriendo de tuberculosis cuando fue ahorcado sin la caída, por lo tanto, podría haber muerto lentamente y en agonía. [Nota: si el lazo se coloca a un lado, el cuello se rompe y la muerte es rápida. Si se coloca un lazo detrás de la cabeza, el resultado es la estrangulación. No hay registro conocido de cómo fueron ahorcados Plummer y sus cómplices.] Él simplemente decidió que el vigilantismo estaba mal y presumió que algunos de los ejecutados podrían haber sido inocentes. Esto provocó la ira del líder del comité de vigilancia. 
La explicación más común es que los dos miembros más jóvenes de la pandilla se libraron. Uno de ellos fue enviado de vuelta a Bannack para decirle al resto que salgan de la zona y el otro fue enviado de cabeza a Lewiston a hacer lo mismo con el resto de la banda allí. [Lewiston era la conexión territorial con el mundo, ya que tenía vapores fluviales que transitaban la costa en Astoria, Oregón]. Plummer era conocido por haber viajado a Lewiston durante la época en que era un funcionario electo en Bannack. Existen todavía los archivos del registro de hotel con su firma durante el período. Además, aunque a los revisionistas históricos les guste o no, los grandes robos de pandillas de cargamentos de oro finalizaron con la muerte de Plummer y de los presuntos miembros de bandas. Un miembro de la banda que fue ahorcado en la misma época con Plummer era Clubfoot George.

## En la cultura popular
- John Dehner interpretó a Plummer en un episodio de la serie de televisión western de los 1950s, Stories of the Century, protagonizada y narrada por Jim Davis.

- En "Two for the Gallows" (11 de abril de 1961) de Laramie de NBC, el personaje de la serie Slim Sherman (John Smith) es contratado bajo falsos pretextos para hacer de "Profesor Landfield", interpretado por Donald Woods, en las Badlands para buscar oro. Landfield, sin embargo, es realmente Morgan Bennett, un miembro de la antigua banda de Plummer que se ha escapado de la cárcel. Slim no tiene idea de que Lanfield está buscando el botín que su banda había escondido. Jess Harper (Robert Fuller) y Pete Dixon (Warren Oates), y el hermano menor de Pete, pronto vienen en ayuda de Slim. El título de este episodio se debe a la charla que los hermanos indisciplinados Dixon podrían terminar eventualmente con una soga de ahorcado.[2]

- La banda folk escocesa, The David Latto Band, escribió una canción acerca de la historia de Henry Plummer llamada "'Plummer's Song" lanzada en su álbum debut homónimo de 2012.[3] La canción fue escrita desde el punto de vista de un miembro de la comunidad Bannack que tenía reservas sobre los presuntos crímenes de Plummer.

## Lectura adicional
- Langford, Nathaniel Pitt (1890). Vigilante Days and Ways-The Pioneers of the Rockies. Nueva York: D. D. Merrill.
- Hough, Emerson (1907). The Story of the Outlaws-A Study of the Western Desperado. Nueva York: The Outing Publishing Company.
- Dimsdale, Thomas J. (1915). The Vigilantes of Montana-or Popular Justice in the Rocky Mountains. Helena, MT: State Publishing.
- Hough, Emerson (1918). The Passing of the Frontier-A Cronicle of the Old West. New Haven, CT: Yale University Press.
- Johnson, Dorothy M. (1971). The Bloody Bozeman-The Perilous Trail To Montana's Gold. Nueva York: McGraw Hill libro Company.
- Mather, R. E.; Boswell, D.E. (1987). Hanging the Sheriff-A Biography of Henry Plummer. Salt Lake City, Utah: University of Utah Press. ISBN 0-9663355-0-3.
- Malone, Michael P.; Roeder, Richard B.; Lang, William L. (1991). «The Mining Frontier». Montana-A History of Two Centuries. Seattle, WA: University of Washington Press. pp. 64-91. ISBN 0-295-97129-0.
- Callaway, Lew L. (1997). Montana's Righteous Hangmen-The Vigilantes in Action. Norman, OK: University of Oklahoma Press. ISBN 978-0-8061-2912-9.
- Fabel, Dennis W. (1998, 2001). Electa: A Historical Novel. Authorhouse. ISBN 0-7596-7920-7
- Elliott, Diane (2002). Strength of Stone: The Pioneer publicación of Electa Bryan Plumer, 1862-1864. Guilford, CT: The Globe Pequot Press. ISBN 0-7627-2464-1.